# Шахта «Ясинівська-Глибока»
ДВАТ Шахта «Ясинівська глибока». Входить до ВАТ ДХК «Макіїввугілля».

## Історія
Шахта Ясинівська-Глибока була здана в експлуатацію у 1961 р. з проектною потужністю 1 млн т у рік. У зв'язку з виробленням пластів у 1983 р. шахті були передані запаси східного блоку пластів L6, M3 шахти «Північна».

## Загальні дані
Виробнича потужність 430 тис.т вугілля на рік.
Фактичний видобуток 2774/924 т/добу (1990/1999). У 2003 р. видобуто 158 тис.т вугілля.
Шахтне поле розкрите 4 вертикальними стволами (2 — центральні, 2 — флангові).
Максимальна глибина 697 м (1999).
Протяжність гірничих виробок 115,6/106,7 км (1990/1999).
Вугільні пласти m3, l6, l4, l2' потужністю 0,69-1,4 м (1999) з кутами падіння 2-18°.
Пласти загрозливі і небезпечні за раптовими викидами вугілля і газу, вугільний пил вибухонебезпечний.
Кількість очисних вибоїв 11/3 (1990/1999), підготовчих 32/9 (1990/1999).
У очисних вибоях працюють механізовані комплекси КД-80 з комбайнами 1К-101У та стругами УСТ-2 м з індивідуальним кріпленням.
Кількість працюючих: 2152 осіб, в тому числі підземних 1484 осіб (1999). Протягом кількох останніх років шахта «Ясинівська-Глибока» працювала збитково.
Адреса: 86185, м. Макіївка, Донецької обл.